# Ryan Hurst

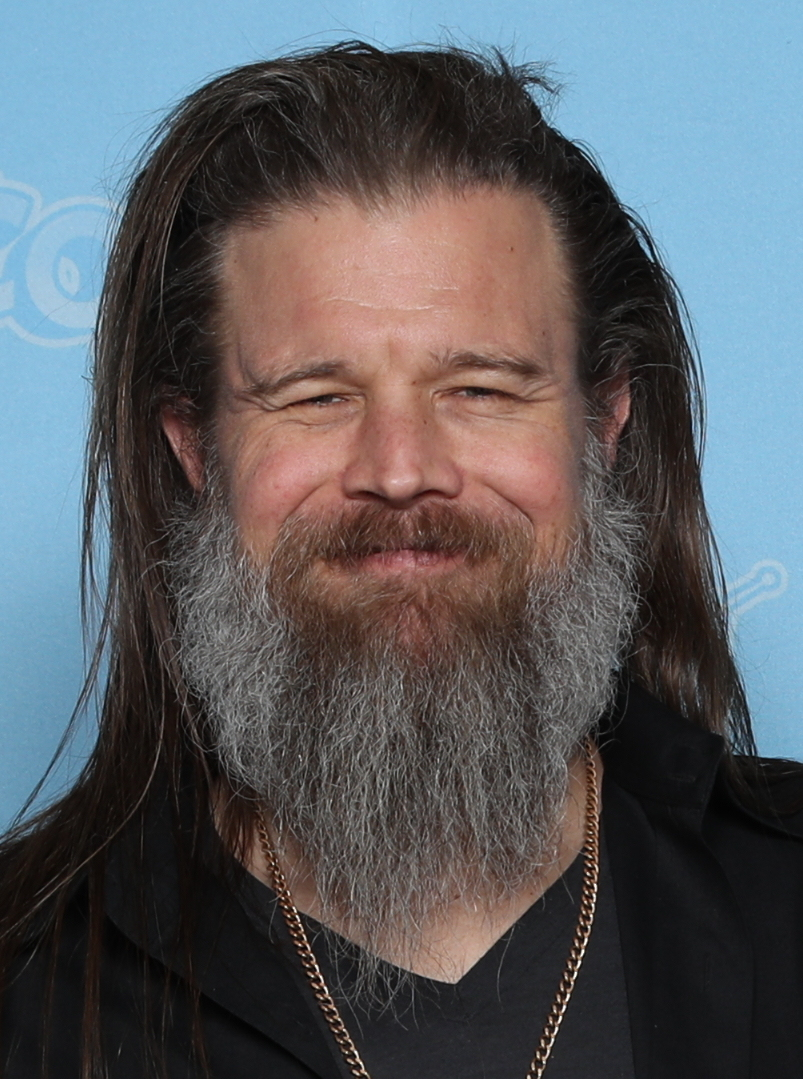
Ryan Hurst (2019)

Ryan Douglas Hurst (* 19. Juni 1976 in Santa Monica, Kalifornien) ist ein US-amerikanischer Schauspieler. Seine bisher bekanntesten Rollen waren 2001 die des Star-Linebackers in Gegen jede Regel und von 2008 bis 2012 die Rolle von „Opie“ Winston in der Fernsehserie Sons of Anarchy.

## Leben
Hurst ist der Sohn der Schauspiellehrerin Candace Kaniecki und des Schauspielers Rick Hurst. Er besuchte die Santa Monica High School.
In der Fernsehserie Medium – Nichts bleibt verborgen spielte er als wiederkehrende Rolle den Bruder des Mediums Allison DuBois, dargestellt von Patricia Arquette. Von 2008 bis September 2012 war er in der Dramaserie Sons of Anarchy als Harry „Opie“ Winston zu sehen.
2018 und 2019 spielte Hurst in den Staffeln 9 und 10 von The Walking Dead den Whisperer Beta.

## Filmografie (Auswahl)

### Filme
- 1997: Postman (The Postman)
- 1998: Patch Adams
- 1998: Der Soldat James Ryan (Saving Private Ryan)
- 2000: Rules – Sekunden der Entscheidung (Rules of Engagement)
- 2000: Gegen jede Regel (Remember the Titans)
- 2001: Venus and Mars
- 2002: Wir waren Helden (We Were Soldiers)
- 2002: Cowboys und Idioten (Lone Star State of Mind)
- 2004: Ladykillers (The Ladykillers)
- 2006: Noble Things
- 2008: Chasing the Green
- 2011: Rango (Sprechrolle als Jedidiah)
- 2013: CBGB
- 2023: Desperation Road
- 2024: Desert Road

### Fernsehauftritte
- 1993: Saved by the Bell: The New Class
- 1994: Beverly Hills, 90210
- 1995: Campus Cops
- 1995: JAG – Im Auftrag der Ehre (JAG)
- 1996: Boston College
- 2002: Taken (Steven Spielberg Presents Taken)
- 2002: Ein Hauch von Himmel (Touched By An Angel)
- 2002: Der Fall John Doe! (John Doe)
- 2004: Dr. Vegas
- 2005: Dr. House
- 2005: Wanted
- 2006: Inspector Mom
- 2005–2007: Medium – Nichts bleibt verborgen (Medium)
- 2006: Everwood
- 2006: CSI: Miami
- 2007: Raines
- 2008–2012: Sons of Anarchy
- 2008: MADtv
- 2011: Law & Order: Special Victims Unit
- 2013: King & Maxwell
- 2015: Bates Motel
- 2016: Outsiders
- 2019: Bosch (Fernsehserie)
- 2019–2020: The Walking Dead (Fernsehserie, 14 Episoden)
- 2020–2021: S.W.A.T. (Fernsehserie, 5 Episoden)
- 2021–2022: Die geheime Benedict-Gesellschaft (The Mysterious Benedict Society, Fernsehserie)